# Квинт Сервилий Структ Приск Фидена
Вижте пояснителната страница за други личности с името Сервилий Приск Структ.
Квинт Сервилий Структ Приск Фидена (на латински: Quintus Servilius Structus Priscus Fidenas) е сенатор и политик на Римската република през 5 век пр.н.е.

## Произход
Произлиза от фамилията Сервилии. Син е на Публий Сервилий Приск (консул 463 пр.н.е.). Роднина е или вероятно баща на Гай Сервилий Структ Аксила (консулски военен трибун 419, 418 пр.н.е.; 417 и 418 пр.н.е. началник на конницата) и на Квинт Сервилий Приск Фидена (консулски военен трибун 402, 398, 395, 390, 388 и 386 пр.н.е.).

## Политическа кариера
През 435 пр.н.е. консули са Луций Вергиний Трикост и Гай Юлий Юл. За боевете против етруските и град Фидена той е избран за диктатор. Негов началник на конницата е Постумий Ебуций Хелва Корникен. Побеждава етруските при град Номентум и след това при Фидена. За успехите си получава когномен от Фидена (Fidenas).
През 431 пр.н.е. еквите и волските нападат Рим. През 428 пр.н.е. е в комисията за преговори с Фидена. В Остия му издигат статуя.
През 418 пр.н.е. е отново диктатор с командир на конницата неговия син Гай Сервилий Аксила. През тази година римската армия е разбита от еквите и жителите на Лабикум (Labicum) поради препирни и некомпетентност на консулските военни трибуни. Квинт Фидена е назначен за диктатор за провеждане на военна кампания, която се увенчава с успех и града е завзет.